# Pleurophora
Pleurophora é um género botânico pertencente à família Lythraceae.

## Espécies
1. ↑  «Pleurophora — World Flora Online». www.worldfloraonline.org. Consultado em 19 de agosto de 2020